# Rouleaux illustrés des invasions mongoles
Les deux Rouleaux illustrés des invasions mongoles (蒙古襲来絵詞, Mōko shūrai ekotoba, parfois traduit en « Histoire des invasions mongoles » ou « Dit et Images des invasions mongoles ») forment un emaki japonais datant de la fin du XIIIe siècle. Ils font le récit des exploits réels ou supposés d’un samouraï japonais lors des deux tentatives d’invasion du Japon par le puissant empire mongol, épisode sur lequel l’œuvre offre un aperçu historique important.

## Contexte

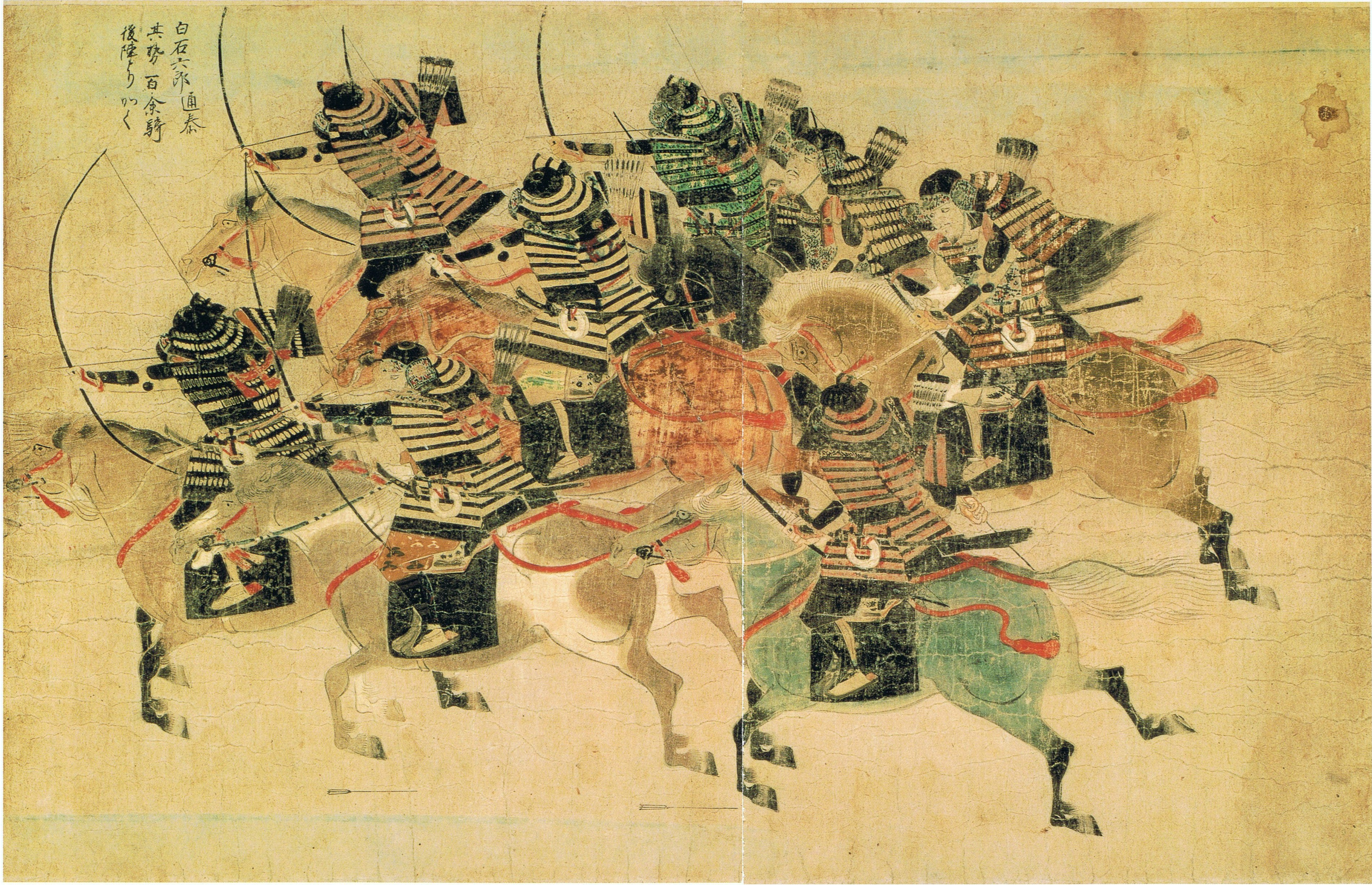
Charge héroïque de Takezaki Suenaga et de sa petite troupe de samouraïs.

Apparue au Japon depuis environ le VIe siècle grâce aux échanges avec l’empire chinois, la pratique de l’emaki se diffuse largement auprès de l’aristocratie à l’époque de Heian : il s’agit de longs rouleaux de papier narrant au lecteur une histoire au moyen de textes et de peintures. Plus tard, l’avènement de l’époque de Kamakura est marqué par les luttes intestines et les guerres civiles qui se répandent et favorisent l’ascension de la classe des guerriers (les samouraïs) ; ces derniers mettent à l’honneur une culture aristocratique réaliste moins maniérée et ésotérique (le zen apparaît aussi en ces temps). Les Rouleaux des invasions mongoles s’inscrivent dans ce contexte-là, pendant l’âge d’or de l’emaki (XIIe et XIIIe siècles).
Au XIIIe siècle, les Mongols conquièrent sous l’impulsion de Genghis Khan et de ses héritiers un empire immense s’étendant de l’Europe à l’Asie de l’Est, notamment la Chine et la Corée. Kubilai Khan fonde d’ailleurs la nouvelle dynastie Yuan et installe sa capitale à l’actuelle Pékin. En 1266, il se tourne vers le Japon et exige leur soumission, mais le bakufu de Kamakura refuse et provoque ouvertement les nouveaux maîtres de l’Asie, malgré la frivolité de la cour de l’empereur à Kyōto. Il faut plusieurs années au Khan pour constituer une petite flotte d’invasion de quelque 23 000 hommes ; celle-ci prend facilement pied sur l’archipel et balaye tout d’abord la résistance des daimyos de l’ouest. Toutefois, divers éléments, dont une tempête et le manque de ressources, poussent les Mongols à repartir sur le continent. La véritable invasion est encore à venir : Kubilai Khan conquiert en peu de temps le sud de la Chine (mettant fin au Song du Sud) et met la main sur toute la flotte chinoise. Il dispose ainsi d’une capacité navale bien supérieure et environ 150 000 hommes abordent les côtes japonaises en 1281. Néanmoins, les Japonais ont eu le temps de fortifier le littoral et de renforcer les armées de l’ouest (notamment la cavalerie), ainsi que de constituer une flotte de petits navires rapides. Les combats sont ainsi acharnés, mais la configuration du terrain et le harcèlement des navires japonais gênent les Mongols, qui ne parviennent pas à prendre réellement pied sur Kyūshū, malgré la supériorité de leur armée en nombre et en arme. Mais avant même que les durs combats ne s’achèvent, le 15 août, le célèbre typhon nommé Kamikaze (« vent divin ») ravage Kyūshū, réduisant en grande partie à néant la flotte mongole et forçant le retrait des troupes d’invasion.
Les peintures et chroniques militaires étaient particulièrement appréciées par les guerriers (les bushi) au pouvoir à l’époque de Kamakura, les sources citant de nombreux rouleaux sur le sujet, dont les emaki du Dit de Hōgen (Hōgen monogatariemaki, aujourd’hui perdu) et du Dit de Heiji (Heiji monogatari emaki), qui racontaient respectivement la rébellion de Hōgen de 1156 et la rébellion de Heiji de 1159, à la fin de l’époque de Heian.

## Description de l’emaki

### Historique

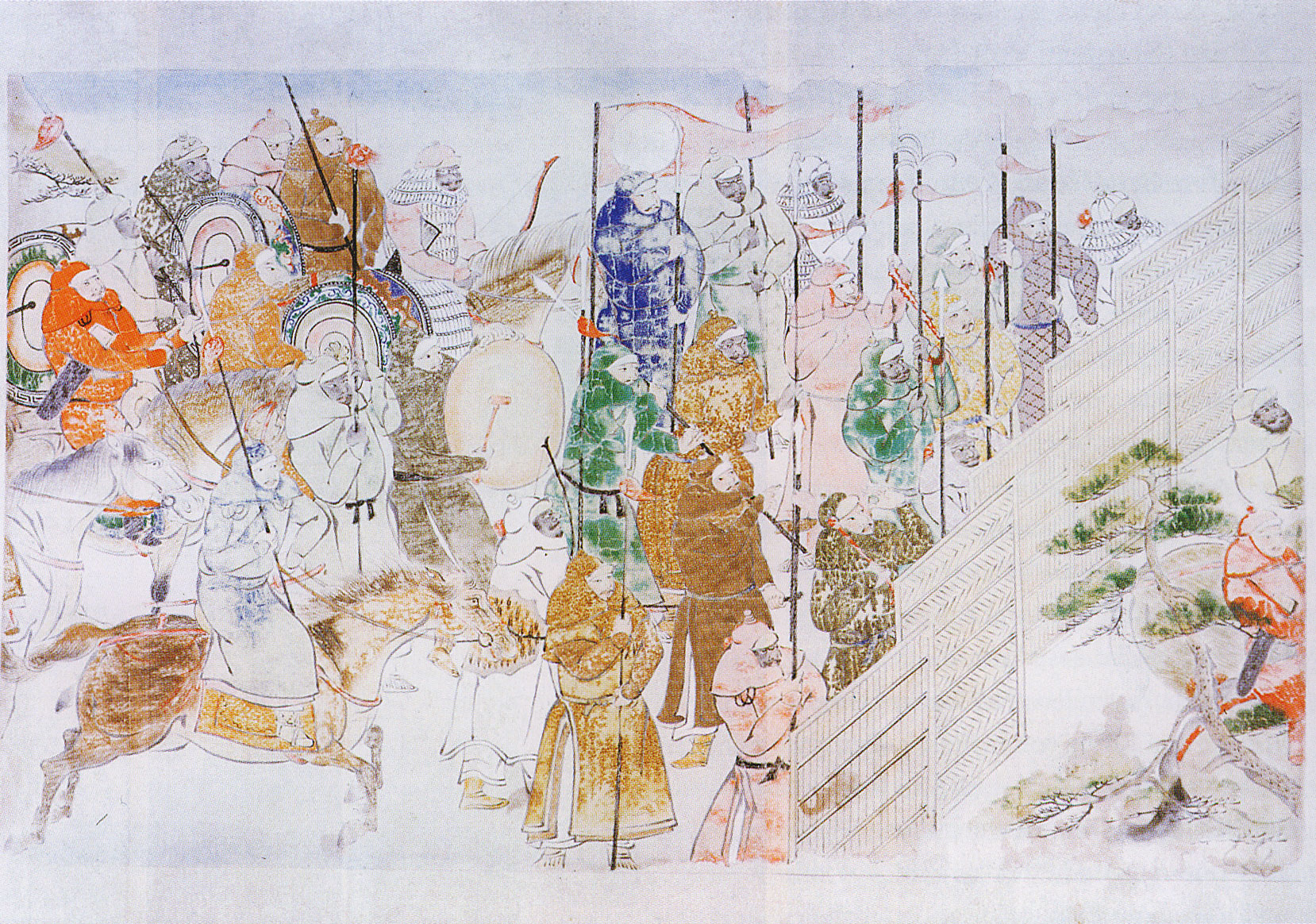
Armée mongole retranchée derrière des palissades. Copie de 1846, entreposée au musée national de Tōkyō.

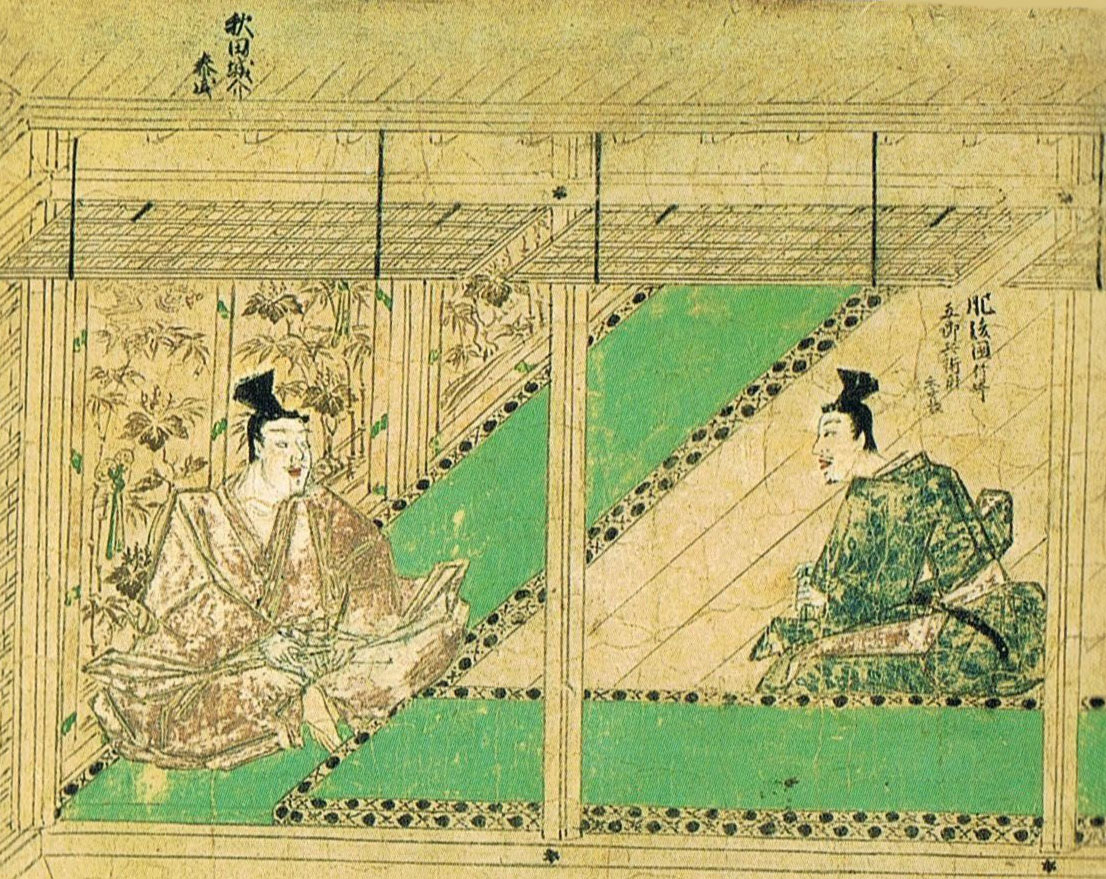
Takezaki Suenaga rencontre Adachi Yasumori, grand frère du régent Hōjō Sadatoki, qui récompense le samouraï après la guerre.

Ces Rouleaux illustrés des invasions mongoles ont été commandés par un samouraï, Takezaki Suenaga, afin de narrer au shogun ses exploits lors des deux grandes invasions et obtenir les honneurs qui lui seraient dus. Trois phases sont illustrées : la victoire des Japonais en 1274 à Hakata (Kyūshū), où Takezaki Suenaga s’illustre par une charge aussi vaillante que vaine. Dans un deuxième temps, il se rend à Kamakura pour rapporter ses exploits durant la première invasion au shogunat. Enfin, la dernière partie concerne sa victoire lors d’une bataille navale en 1281, où on le voit aborder les navires de guerre mongols. Ainsi, le récit se concentre sur les faits d’armes de Takezaki Suenaga, et non la guerre dans son ensemble. La confection s’étala de 1275 à 1293, juste après les événements historiques, mais l’artiste reste inconnu de nos jours – des théories aujourd’hui abandonnées auraient attribué l’œuvre à Tosa Nagataka ou Naga-aki. L’emaki est composé de deux rouleaux de papier, et plusieurs copies furent réalisées par la suite, notamment aux XVIIIe et XIXe siècles. L’original est conservé au musée des collections impériales du Kōkyo (Tōkyō).
Une étude du Bowdoin College menée par Thomas D. Conlan retrace l’historique de l’emaki : perdu jusqu’à la fin du XVIIIe siècle, il fut redécouvert en mauvais état et fragmenté. Les gens de l’époque tentèrent de copier et recomposer les rouleaux, mais ils les ré-assemblèrent souvent dans le désordre et émaillés de nombreuses erreurs dans la restauration. De plus, d’autres fragments furent trouvés au XIXe siècle, conduisant à une seconde version plus complète en 1846, mais toujours incorrecte. Finalement, des études plus récentes au XXIe siècle aboutirent à une troisième version, la plus proche de l’original. Ces différentes études ont en effet permis de montrer que le rouleau original fut plusieurs fois remanié après sa confection, avec des ajouts de personnages ou de scènes.

### Style et composition
L’art des emaki s’inscrit dans le style du yamato-e, ici plus précisément le sous-genre de l’otoko-e (« peinture d’homme ») qui met l’accent sur la liberté et le dynamisme des traits, ainsi que des couleurs aux tons légers laissant souvent le papier à nu. Le réalisme caractéristique de l’art de Kamakura s’y ressent également par la précision des armes et armures. Toutefois, le style semble moins maîtrisé que sur d’autres œuvres d’époque comme le Heiji monogatari emaki, E. Grilli notant par exemple un certain manque de fluidité et des couleurs parfois trop appuyées, bien que vivantes.
La composition repose sur de longues séquences peintes où les transitions entre scènes sont peu marquées. Les peintures sont entrecoupées de passages calligraphiés, a priori rédigés par Suenaga lui-même où il peut détailler ses propres exploits. Fait inhabituel, les noms des personnages sont parfois inscrits au-dessus des scènes.

### Galerie

Premier rouleau, 1, bataille de Bun'ei, textes 1 à 4, dessins 1 à 4
Premier rouleau, 2, bataille de Bun'ei, texte 5, dessins 5 à 8
Premier rouleau, 3, Kamakura, textes 6 à 9, dessins 9 et 10
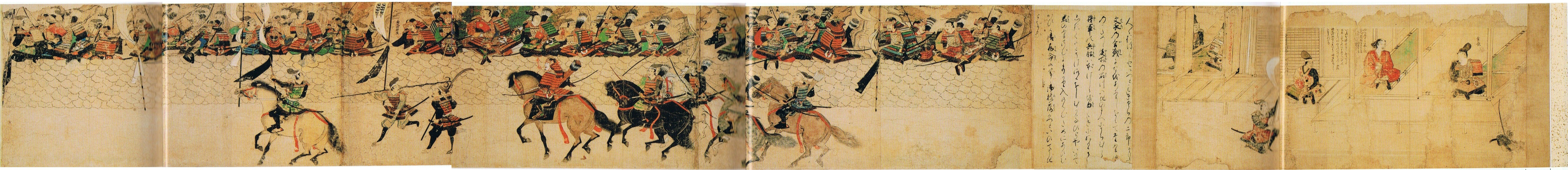
Second rouleau, 1, bataille de Kōan, texte 10, dessins 11 et 12
Second rouleau, 2, bataille de Kōan, textes 11 à 13, dessins 12 à 17
Second rouleau, 3, bataille de Kōan, textes 13 à 16 (post-scriptum), dessins 18 à 21 (fin)

## Historiographie

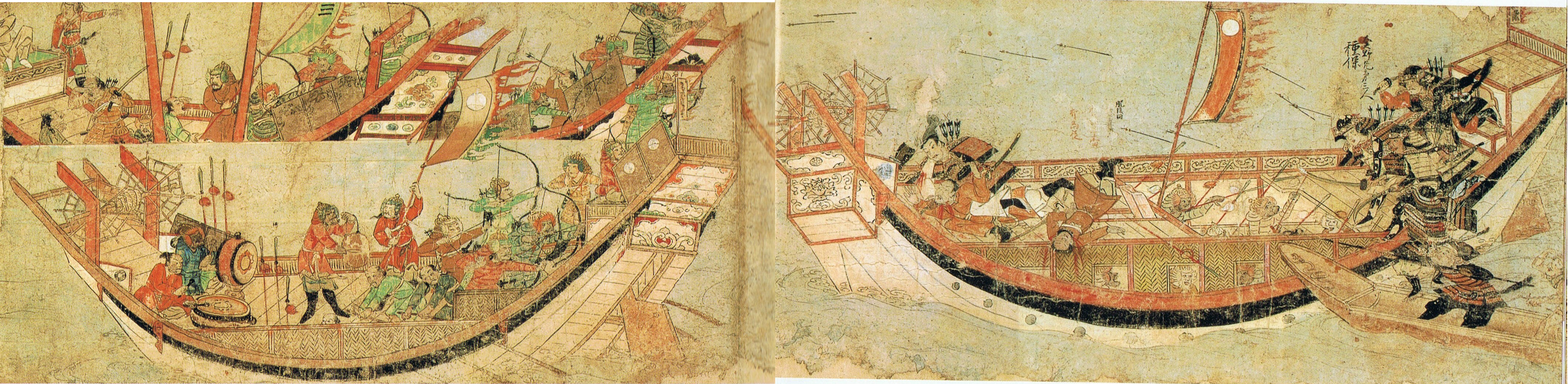
Scène de combat naval. À droite, Takezaki Suenaga et sa troupe, armés de sabre, abordent un navire mongol et mettent son équipage en déroute.

Les Rouleaux des invasions mongoles offrent un point de vue d’époque sur cet événement historique, ainsi que sur l’art de la guerre et l’équipement des guerriers du Japon féodal. Il s’agit en effet d’un des rares documents primaires sur les invasions mongoles, et l’ensemble fut à ce titre grandement étudié par les spécialistes des samouraïs, dont Stephen Turnbull. L’examen des peintures montre que l’art de combattre chez les Japonais est empreint de la rigidité du bushido, et par conséquent les combats individuels et la recherche de l’honneur priment sur le danger. Lors de la première invasion de 1274, Takezaki Suenaga charge les Mongols avec seulement une poignée de compagnons et ne doit la vie qu’à l’aide apportée par un détachement allié. Dans les scènes de combat naval, cet aspect disparaît quelque peu et Suenaga semble avoir excellé dans le combat au sabre ou au tantō, armes habituellement délaissées pour l’arc,.
L’emaki montre également l’usage par les Mongols de bombes utilisant la poudre noire, alors inconnue sur l’archipel : sur le rouleau, il s’agit des premières bombes chinoises (chien thei lei) sur lesquelles peu de documents iconographiques subsistent. La bataille navale est également fort intéressante pour ses descriptions de navires militaires et de leur équipage – les vaisseaux chinois et coréens utilisés par les Mongols sont particulièrement détaillés.